# Plobsheim
Plobsheim je občina v departmaju Bas-Rhin francoske regije Alzacija.
Leta 2011 je v občini živelo 3.958 oseb oz. 239 oseb/km².